# Stadstimmerwerf (Alkmaar)
De stadstimmerwerf is een gebouw in Alkmaar aan de Keetgracht op de hoek van de Oudegracht. De stadstimmerwerf is vermoedelijk rond 1600 als opslagloods gebouwd. Rond 1726 werd de werf uitgebreid. De gevels werden verhoogd met een zogenaamde attiek en een kap. Het gebouw deed in de jaren 90 ook dienst als stembureau. Sinds begin 2007 is de woningbouw vereniging Van Alckmaer voorheen SVA in het gebouw gehuisvest.